# Charissa avilarius
Charissa avilarius is een vlinder uit de familie spanners (Geometridae). De wetenschappelijke naam is voor het eerst geldig gepubliceerd in 1936 door Reisser.
De soort komt voor in Europa.